# 222 a. C.
El año 222 a. C. fue un año del calendario romano prejuliano. En el Imperio romano se conocía como el año 532 ab urbe condita.

## Acontecimientos
- Consulados de Cneo Cornelio Escipión Calvo y Marco Claudio Marcelo en la Antigua Roma.[1]
- Batalla de Selasia entre los ejércitos de Antígono III de Macedonia y Cleómenes III, rey de Esparta.
- Aníbal Barca —contando veinticinco años de edad— se convierte en jefe de las fuerzas militares de Cartago en la península ibérica después de que el general Asdrúbal fuera apuñalado.
- Antíoco III el Grande sube al trono seléucida tras la muerte de su padre. Su reinado se va a ver marcado por un renacimiento del Imperio Seléucida.

## Fallecimientos
- Ctesibio de Alejandría, matemático e inventor griego.
- Ptolomeo III, faraón egipcio de la dinastía ptolemaica.
- Seleuco III Sóter Ceraunos, cuarto rey seléucida